# Kombinat Fliesen und Sanitärkeramik

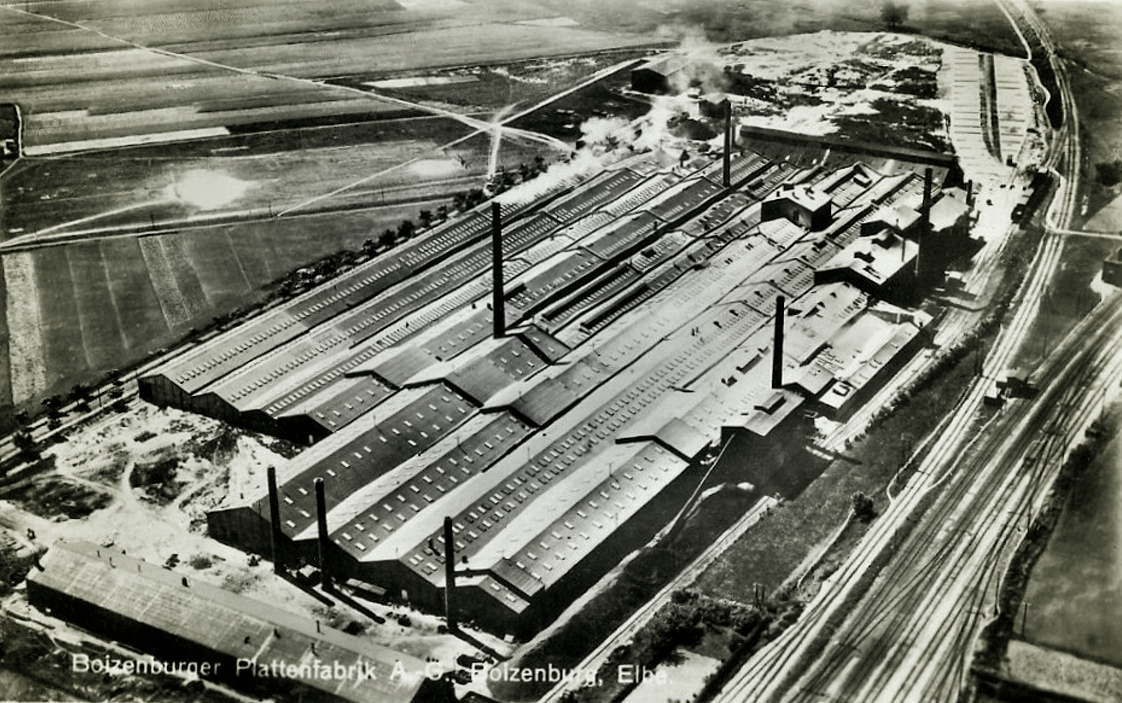
Das Boizenburger Fliesenwerk, das später Stammbetrieb des Kombinats werden sollte, um 1930

Der VEB Kombinat Fliesen und Sanitärkeramik „Kurt Bürger“ Boizenburg war ein Kombinat in der Deutschen Demokratischen Republik.
Die Betriebe des Kombinats produzierten Keramikfliesen und Sanitärkeramik.
Das Kombinat trug den Ehrennamen „Kurt Bürger“ und unterstand dem Ministerium für Bauwesen. Weitere zentral geleitete Kombinate im Zuständigkeitsbereich dieses Ministeriums sind in der Liste von Kombinaten der DDR aufgeführt.
Im Zuge der Wende und der anschließenden Wiedervereinigung wurde das Kombinat 1990 aufgelöst und seine Betriebe wurden privatisiert. In diesem Zuge wurde der Betrieb in Haldensleben durch Keramag übernommen, der in Meißen durch den italienischen Keramikhersteller Valverde, der Dresdner Betrieb durch Duravit und das Steingutwerk Wallhausen durch das niederländische Unternehmen Sphinx. Von diesen Betrieben operierte mit Stand von 2025 noch der Haldenslebener Betrieb als Standort von Geberit. Der Stammbetrieb in Boizenburg, der in den 1930er Jahren der größte Fliesenproduzent Europas war, wurde zur Boizenburger Fliesenwerk GmbH privatisiert und meldete 2023 Insolvenz an.

## Zugehörige Betriebe
Zum Kombinat gehörten zuletzt die folgenden Betriebe: 
- VEB Fliesen- und Sanitärkeramik „Kurt Bürger“ Boizenburg; (Stammbetrieb)
- VEB Keramische Werke Haldensleben
- VEB Plattenwerk „Max Dietel“ Meißen
- VEB Sanitärporzellan Dresden
- VEB Steingutwerk Wallhausen